# RNA granula
RNA granula jsou biochemicky a mikroskopicky rozlišitelné útvary v cytoplasmě eukaryotních buněk tvořené ribonukleoproteiny, které slouží k uchování a kontrole kvality mRNA. Je běžné, že mRNA, která není buňkou zrovna překládána, ale bude potřeba v budoucnu, je uložena v podobě RNA granulí.
RNA granule regulují translaci, stabilitu a určují lokalizaci mRNA, která je v nich obsažená. Kromě mRNA typicky obsahují ribozomální podjednotky, translační faktory, enzymy zodpovědné za degradaci RNA, helikázy, strukturní proteiny a další RNA-vazebné proteiny. Podle mRNA, kterou v sobě nesou a podle složení granulí, se rozlišuje celá řada RNA granulí.

## Dělení RNA granulí
Granule v zárodečných buňkách (germ cell granules), ve kterých se vyskytují především v průběhu jejich vývoje a následně zůstávají v oocytech. Jsou specifické tím, že nesou vybrané molekuly mRNA kódující proteiny nezbytné pro vývoj embrya, které jsou uloženy v neaktivním stavu do doby, než budou potřeba. Dále nesou proteiny regulující iniciaci translace a stabilitu mRNA a určují pozici mRNA v buňce, čímž přispívají k polarizaci embrya. Kromě toho také nesou aparát RNA interference, především z rodiny piRNA, které inaktivují transpozony a brání tak genom před poškozením.
Stresová tělíska vznikají při vystavení buněk stresu a soustřeďují v sobě mRNA kódující běžné buněčné proteiny. Naopak nepřijímají mRNA kódující proteiny teplotního šoku, které jsou zodpovědné za obecnou obrannou odpověď proti stresu (navzdory názvu nejenom teplotnímu šoku). Stresová tělíska obsahují translační preiniciační komplexy, tedy ribozomy bezprostředně připravené překládat nesenou mRNA, které jsou ale po dobu trvání stresu uskladněné v neaktivní stavu tak, aby nedošlo k jejich poškození. Často fyzicky interagují s P-tělísky a předávají jim RNA určenou k degradaci.
P-tělíska (processing bodies) se vyskytují v somatických buňkách, kde se účastní degradace mRNA a zprostředkovávají RNA silencing pomocí miRNA. Díky schopnosti degradovat mRNA, které chybí 5' čepička nebo poly(A) konec, slouží ke kontrole kvality buněčných mRNA. mRNA v P-tělíscích nemusí být nutně degradovaná, může přejít do stresových granulí nebo být uvolněna.
Neuronální granule slouží neuronům pro transport mRNA z jádra k jejich často vzdálenému zakončení. Obsahují obě ribozomální podjednotky a faktory potřebné pro translaci, ale translace mRNA je v těchto granulích zablokována regulačními proteiny nebo RNA silencingem. Neuronální granule hrají významnou roli v regeneraci neuronů a poruchy v transportu mRNA jsou spojeny s neuronálními poruchami.
Biochemickými metodami je možné odlišit také řadu granulí obsahujících mRNA určitého typu, například mRNA kódující proteiny, které jsou regulovány společným mechanismem. Příkladem jsou RNA granula, které do sebe shromažďují mRNA s ARE elementem, který se vyskytuje u řady onkogenů, transkripčních faktorů nebo cytokinů. Tento typ granulí obsahuje enzymy pro degradaci RNA (například exosom) a proteiny rozeznávající ARE-elemtny.